# 矢野隆司 (野球)
矢野 隆司（やの たかし、1955年 - ）は、愛媛県今治市出身の元アマチュア野球選手（投手）である。

## 人物・来歴
今治西高等学校では投手として甲子園に4回出場。1971年夏の選手権は、1年上の徳丸謙一（愛媛相互銀行）との二本柱で2回戦に進むが、鹿児島玉龍高に敗退。翌1972年春の選抜は2回戦で先発を任されるが、倉敷工に敗れる。他の1年上のチームメイトに二塁手の木村富士夫がいた。1973年春の選抜はエースとして準々決勝に進むが、作新学院の江川卓に完封負け。同年夏の選手権は、準決勝で植松精一らを打の主軸とする静岡高に敗退。直後の日韓親善高校野球にも参加した。高校同期に三塁手の渡部一治がいた。
高校卒業後は亜細亜大学に進学。当時の東都大学野球リーグは駒大の全盛期であり、優勝には届かず3位3回にとどまる。リーグ通算49試合登板、10勝17敗。大学同期に投手の高橋周司、三塁手の古屋英夫がいる。
卒業後は社会人野球の熊谷組に進み、主にリリーフとして小林秀一、林博之らの先発陣を支える。1978年の都市対抗では2勝を挙げ準決勝に進出するが東芝に敗退。翌1979年の都市対抗では決勝に進み三菱重工広島と対戦。2点リードの9回表からリリーフに立つが、集中打を浴び逆転され準優勝にとどまる。1982年限りで現役引退。